# Katastrophe

Eine antike Katastrophe in der Rezeption der ersten Hälfte des 19. Jahrhunderts: Der letzte Tag von Pompeji, Gemälde von Karl Pawlowitsch Brjullow, 1830–1833

Eine Katastrophe (altgriechisch καταστροφή katastrophḗ „Umwendung“, aus κατά katá „herab-“, „nieder-“ und στρέφειν stréphein „wenden“) ist ein folgenschweres Unglücksereignis. Oft wird der veraltende Begriff Verheerung als synonym angesehen.
Das Wort bedeutet eigentlich Wendung und bezeichnet speziell den Wendepunkt der Handlung in der Tragödie, d. h. den Punkt, an dem sich das Schicksal des Helden zum Glück oder Unglück entscheidet. Hieraus entwickelte sich die Verallgemeinerung des Begriffs als entscheidendes Ereignis im Leben eines Menschen oder eines Volkes, als unglückliches Naturereignis usw.
Eine Katastrophe ist im Zivil-, Bevölkerungs- und Katastrophenschutz eine größere Gefährdungs- und Gefahrenlage oder ein Schadenereignis. Ersteres umfasst drohenden, letzteres eingetretenen Schaden.
Die „Wendung“ (Peripetie) „zum Guten oder zum Schlechten“ war im antiken griechischen Drama ein zwingend erforderlicher dramaturgischer Kunstgriff der Handlung, um die Protagonisten – und mit ihnen das Publikum – entweder durch neuerliche „Wendung zum Guten“ einer Katharsis (Läuterung) zuzuführen oder bei einer „Wendung zum Schlechten“ für Fehlverhalten der Verdammung anheimfallen zu lassen. Dadurch ist der Begriff bis heute sowohl ethisch besetzt und auch sozialromantisch verklärt, wie auch Gegenstand der Sensationslust.

Eine nüchterne Bestimmung des Begriffs bereitet daher gewisse Schwierigkeiten.
Eine fachliche Definition, die Kriterien zur Katastrophenfeststellung (Einstufung als Katastrophenzustand) gibt, lautet etwa:

„Katastrophen sind durch elementare oder technische Vorgänge oder von Menschen ausgelöste Ereignisse, die in großem Umfang das Leben oder die Gesundheit von Menschen, die Umwelt, das Eigentum oder die lebensnotwendige Versorgung der Bevölkerung gefährden oder schädigen.“

Eine andere Sichtweise zur Definition präzisiert den schwammigen „großen Umfang“ weiter durch das Verhältnis des Schadens zu den regionalen Hilfsmöglichkeiten:

„Katastrophen sind […] Großschadenereignisse, die […] von den für die Gefahrenabwehr zuständigen Behörden mit eigenen Kräften und Mitteln nicht angemessen bewältigt werden können.“

Das Bayerische Katastrophenschutzgesetz vom 31. Juli 1970 definierte im Art 1 BayKSG: „Katastrophe im Sinne dieses Gesetzes ist eine so erhebliche gemeine Gefahr oder Not oder ein so schwerer Unglücksfall, daß Hilfe und Schutz nur wirksam gewährt werden können, wenn die dazu berufenen Behörden, Dienststellen und Hilfsorganisationen unter einheitlicher Leitung der Katastrophenschutzbehörden zusammenwirken.“
Solche Definitionen seitens des Gesetzgebers sind Basis der Anforderung weiterer Hilfsmaßnahmen, personeller und technischer Natur ebenso wie von Hilfsgeldzahlungen. In diesem Sinne beschreibt der Begriff, dass die lokalen Strukturen und Kräfte mit der Situation überfordert sind, und ist von der Größenordnung (der Geographie wie der Betroffenen) unabhängig, kann also eine einzelne Wohnstelle oder Gemeinde ebenso betreffen wie einen ganzen Landstrich oder einen Staat. Typischerweise wird die Katastrophe in den Grenzen einer Verwaltungseinheit festgestellt.

## Kriterien zur Definition
Katastrophe im engeren Sinn ist eine länger andauernde und meist großräumige Schadenlage, die mit der normalerweise vorgehaltenen Gefahrenabwehr (Feuerwehr, Rettungsdienst, Polizei) nicht angemessen bewältigt werden kann und die nur mit überregionaler (oder internationaler) Hilfe und zusätzlichen Ressourcen (Militär sowie nicht-organisierte Bevölkerungsteile) unter Kontrolle gebracht werden kann.
Typisch dabei ist, dass durch das Ereignis (wie etwa Erdbeben, Hochwasser, Waldbrandserie)
- die Infrastruktur (Straßen, Brücken, Wasserversorgung, Energieversorgung) beeinträchtigt und teilweise zerstört ist und/oder
- die örtlichen Hilfskräfte und Hilfsressourcen (wie Polizei, Feuerwehr, Krankenhäuser) selbst geschädigt sind.

Regelmäßig kommt es zum Ausfall der Telekommunikationssysteme; sowohl wegen Überlastung als auch technischer Funktionsunfähigkeit. Mobilfunkanlagen können wie Festnetze beschädigt werden, aber auch bei Stromausfall nach einiger Zeit (Batteriepufferung) versagen.
Können dagegen nach mehrstündiger Anlaufphase, großräumiger Nachbarschaftshilfe aus nicht betroffenen Bereichen und Alarmierung von Hintergrunddiensten (dienstfreien Schichten, Freiwilligen Feuerwehren, Hilfsorganisationen wie dem Roten Kreuz, deren Schnelleinsatzgruppen sowie in Deutschland dem THW, beispielsweise durch Ausrufung des Ausnahmezustands) die akuten Gefahren etwa binnen eines Tages im Wesentlichen beseitigt werden, so spricht man im engeren Sinn nur von einem „Massenunfall“, einem „Großschadenereignis“ beziehungsweise „Massenanfall von Verletzten der Stufe 1 oder 2“. Lokale Ereignisse werden in aller Regel nicht als Katastrophen eingestuft, weil zum einen das Schadenausmaß begrenzt bleibt, zum anderen aus der näheren Umgebung genügend freie Hilfskräfte herangeführt werden können.
Gemäß dieser Begrifflichkeit (nach DIN 13050, DIN 14011) war beispielsweise
- das Oderhochwasser 1997 eine Katastrophe, auch wenn auf deutscher Seite keine Menschen zu Schaden kamen, weil die regionalen Kräfte zur Deichverteidigung und damit Gefahrenbeseitigung bei weitem nicht ausreichten. Nationale Unterstützung und massiver Einsatz der Bundeswehr wurde für das mehrwöchige Geschehen erforderlich; „normale“ Bürger befüllten Sandsäcke.
- der ICE-Unfall von Eschede 1998 noch keine Katastrophe, weil innerhalb einiger Stunden die regionalen Feuerwehren, das THW sowie die Rettungsdienste die Verletzten befreien und in Krankenhäuser bringen konnten. „Regional“ meint hier: Osthälfte Niedersachsens einschließlich Hamburg. Der Einsatz einzelner Hubschrauber zur weiteren Fernverlegung fällt dabei unter Nachbarschaftshilfe zur bestmöglichen Wiederherstellung der Gesundheit.

Die Akutphase ist diejenige, in der Gefahren für Menschen (unversorgte Verletzungen, aber auch Hunger, Seuchen oder Kälte) weiter bestehen, Feuer unkontrolliert brennen oder das Hochwasser noch nicht zurücksinkt. Nicht mehr zur Katastrophenlage zählen dagegen Aufräumarbeiten, Genesung und Wiederaufbau bei behelfsmäßiger Unterbringung und Versorgung betroffener Menschen.
Interpol verwendet aus polizeilicher Sicht (mit einem Schwerpunkt auf Identifizierung betroffener Personen und Getöteter) folgende Definition für eine Katastrophe:

„Eine Katastrophe ist ein unerwartetes Ereignis, bei dem zahlreiche Menschen getötet oder verletzt werden. Die Ereignisse, die zu Katastrophen führen können, sind vielfältiger Natur. Denkbar sind somit Einsätze nach Verkehrsunfällen, Naturkatastrophen, technischen Unfällen (Brand, Explosionen), terroristischen Anschlägen und kriegerischen Ereignissen. Hierbei ist zwischen einer offenen und einer geschlossenen Katastrophenform zu unterscheiden.
Eine „offene Katastrophe“ ist ein Großschadensereignis, bei dem eine Gruppe unbekannter Personen getötet wurde, über die es keine vorherigen Aufzeichnungen oder Zugehörigkeiten gibt. Bei diesen Ereignissen ist es schwierig, Angaben über die Zahl der Opfer zu erhalten.
Eine „geschlossene Katastrophe“ ist ein Großschadensereignis, bei dem eine Gruppe von Personen getötet wurde, die einem festen Kollektiv (z. B. Flugzeugabsturz mit Passagierliste) angehört. Handelt es sich um eine geschlossene Katastrophe, sind die antemortalen Vergleichsdaten i. d. R. schneller zu erheben. Denkbar sind auch Mischformen (Absturz eines Flugzeuges in ein Wohngebiet).“

## Typologie
Eingetretene oder drohende Katastrophen, pragmatisch aufgezählt, sind unter anderem:
- Gesellschaftliche Katastrophen; betreffend Völkerrechte, Menschenrechte, Religionsfreiheit, Krieg und Frieden, Rechte von ethnischen Minderheiten:
  - Völkermord, Massenmord, Pogrom, Versklavung, Vertreibung
  - Hungersnot
  - Zivilisationskollaps
- Wirtschaftliche Katastrophen:
  - Weltwirtschaftskrise,
  - Finanzkrise ab 2007
- Katastrophen technischer, biologischer oder medizinischer Art:
  - Nukleare Katastrophen (A-Gefahren, atomare Gefahren)
  - Seuchen (B-Gefahren, biologische Gefahren, Epidemien, Pandemien)
  - Chemiekatastrophen (C-Gefahren)
  - Datennetzbezogene Katastrophen (D-Gefahren)
  - Elektromagnetisch ausgelöste Katastrophen (E-Gefahren)
  - Katastrophen durch Freisetzung von mechanischer oder thermischer Energie (F-Gefahren: Druck (Zusammenstöße), Orkane, Brand, Explosionen), wie zum Beispiel
    - Unfälle der Binnenschifffahrt,
    - Unfälle der Luftfahrt,
    - schwere Seeunfälle,
    - Unglücke im Bergbau,
    - schwere Unfälle im Schienenverkehr,
    - Stauanlagenunfälle
    - Brückeneinstürze
    - Brand- und Explosionsunglücke
    - Unfälle auf Bohr- und Förderplattformen
    - bedeutende Ölunfälle

  - Cyberkatastrophen nach kybernetischen Angriffen

Häufig unterscheidet man, abhängig von der Ursache, zwischen „Naturkatastrophen“ und „technischen Katastrophen“.
- „Naturkatastrophen“ sind Naturereignisse, denen Menschen ausgesetzt sind und die zum Ersticken, Ertrinken, Verdursten, Verhungern, Erfrieren, Verbrennen und vergleichbaren ernsthaften körperlichen Beeinträchtigungen (z. B. Krankheiten, Verätzungen) führen (wie Meteoreinschläge, Vulkanausbrüche, Lawinen, Erd- und Seebeben, Hochwasser, Waldbrände u. a. m.) Naturkatastrophen bis hin zur Klimakatastrophe sind in ihren Auswirkungen meist auch sozial beziehungsweise kulturell beeinflusst (sogenannte Man Made Disasters – siehe Hungersnot): Wenn z. B. Menschen Vulkanabhänge nicht besiedelt hätten, wäre ein Ausbruch oft keine „Katastrophe“.
- „Technische Katastrophen“ haben als Auslöser ein Versagen (dazu gehört auch Fehlbedienung) einer technischen Einrichtung. Diejenigen „technischen Katastrophen“, die eine verheerende ökologische Beeinträchtigung bewirken, bezeichnet man auch als Umweltkatastrophen. Unfälle im Verkehr zu Wasser, Land und in der Luft gehören häufig zu den technischen Unfällen; sie sind hier unter anderen Kategorien, z. B. Brückeneinstürze oder Brand- und Explosionsunglücke, zu finden; als rein lokale Ereignisse handelt es sich jedoch in der Regel nicht um Katastrophen.

## Katastrophenmanagement
Ein Katastrophenmanagement soll sicherstellen, dass in einem Notfall angemessen reagiert werden kann.
Es besteht vorauslaufend im Allgemeinen aus:
- Bedrohungs-(Worst-Case-)Analysen
- Definieren von wahrscheinlichen Katastrophenfällen
- Festlegen von Handlungsanweisungen
- Beschaffung notwendiger Mittel und Vorhaltung bzw. Bevorratung an geeigneten Orten
- Simulation von Katastrophenfällen und Überprüfung, ob die für einen Notfall festgelegten Mittel und Verfahren wirksam sind.

Es muss nachlaufend umfassen:
- Sichere Wasserversorgung oder -lieferung
- Offene Berichterstattung
- Klare Kommandopfade
- Robuste Kommunikationswege durch mobile Notfalleinrichtungen
- Zuverlässige Einsatzlogistik
- Vorrang für Transportwege
- Nachdruck bei Leitungsreparaturen

Katastrophenmanagement umfasst
- typischerweise als Katastrophe bezeichnete Ereignisse wie Feuer, Wasserschäden oder Erdbeben,
- und auch die Fälle, in denen das Sicherheitsmanagement versagt hat.

Forschungen zum Katastrophenmanagement wie auch zur wirtschaftlichen Bedeutung von Katastrophen sind an den Universitäten selten, aber etabliert. Lars Michael Clausen hat die Katastrophensoziologie in Deutschland eingeführt. Sein Schüler Martin Voss gründete eine Katastrophenforschungsstelle an der FU Berlin. Das Kieler Institut für Krisenforschung (Krisennavigator) forscht zu wirtschafts- und sozialwissenschaftlichen Aspekten. Die Deutsche Gesellschaft für Krisenmanagement e. V. (DGfKM) ist der Berufsverband der Krisen- und Katastrophenmanager.
Bei einer Katastrophe können auch Güter von hohem ideellen Wert bedroht sein. Ihren Erhalt zu sichern ist Ziel des Kulturgutschutzes.

## Die Rolle der Medien
Die Berichterstattung und Kommentierung mit Blick auf Katastrophen spielt für die Massenmedien eine erhebliche Rolle. Katastrophen sind unter der Rubrik Schaden ein zentraler Nachrichtenwert und gehören traditionell zu den Themen, die Medien vorrangig beachten und die beim Publikum auf großes Interesse stoßen. Auch die Kommunikationswissenschaft beachtet dieses Forschungsfeld seit langer Zeit sehr stark.